# Петропавловский монастырь (Хабаровский край)
Петропа́вловский монасты́рь — женский монастырь Хабаровской епархии Русской православной церкви, расположенный в 60 км от города Хабаровска.
Монастырь основан  26 декабря 2003 года по благословению патриарха Алексия II
на основе строящегося храма в селе Петропавловка Хабаровского района.
Решение о строительстве монастыря на берегу озера, которое сейчас носит название Петропавловского было принято Святейшим Синодом ещё во времена Российской империи, но строительство было заморожено в 1905 году.
Спустя почти сто лет к идее постройки монастыря вернулись, строительство возобновилось. В 2004 году был закончен храм во имя святых апостолов Петра и Павла, построенный по образцу одной из новгородских церквей XII века и имеющий высоту 28 метров. Одновременно с храмом были возведены и другие монастырские постройки.
Ныне в монастыре живут монахини. Огород и домашний скот при монастыре обеспечивает их практически всем необходимым. Дважды в день, утром и вечером, монахини совершают крестный ход вокруг монастырского храма. Раз в неделю из Хабаровска приезжает священник для проведения богослужений.
Монастырь относится к Хабаровской и Приамурской епархии, считается важным центром православия в регионе.